# Sommières
Sommières is een stad in het Franse departement Gard (regio Occitanie). De plaats maakt deel uit van het arrondissement Nîmes. Sommières telde op 1 januari 2022 5.028 inwoners.
De plaats is populair bij toeristen door haar oude centrum, aangelegd in een dambordpatroon, haar kasteel uit de 11e eeuw en haar Romeinse brug. 
Buiten het toerisme is er ook wijnbouw en zijn er steengroeven.

## Geschiedenis
Al voor de komst van de Romeinen lag hier boven de Vidourle een Gallisch oppidum. In de eerste eeuw bouwden de Romeinen een stenen brug over de rivier op de Via Luteva, de weg tussen Nîmes en Lodève en zo verder tot Toulouse. In de middeleeuwen werd in Sommières een kasteel gebouwd. Sommières werd een ommuurde stad. Lederbewerkers vestigden zich aan de rivier. Tussen de 11e en de 13e eeuw raakte de oever langs de Vidourle zo volgebouwd en de bewoning verspreidde zich over het grootste deel van de brug, die werd opgenomen in het stedelijk weefsel. De brug en de stad zijn meermaals beschadigd door overstromingen. Vanaf de 13e eeuw had Sommières ook een belangrijke markt en de stad werd rijk door de handel.

## Geografie
De oppervlakte van Sommières bedroeg op 1 januari 2022 10,36 vierkante kilometer; de bevolkingsdichtheid was toen 485,3 inwoners per km². De Vidourle stroomt door de gemeente.

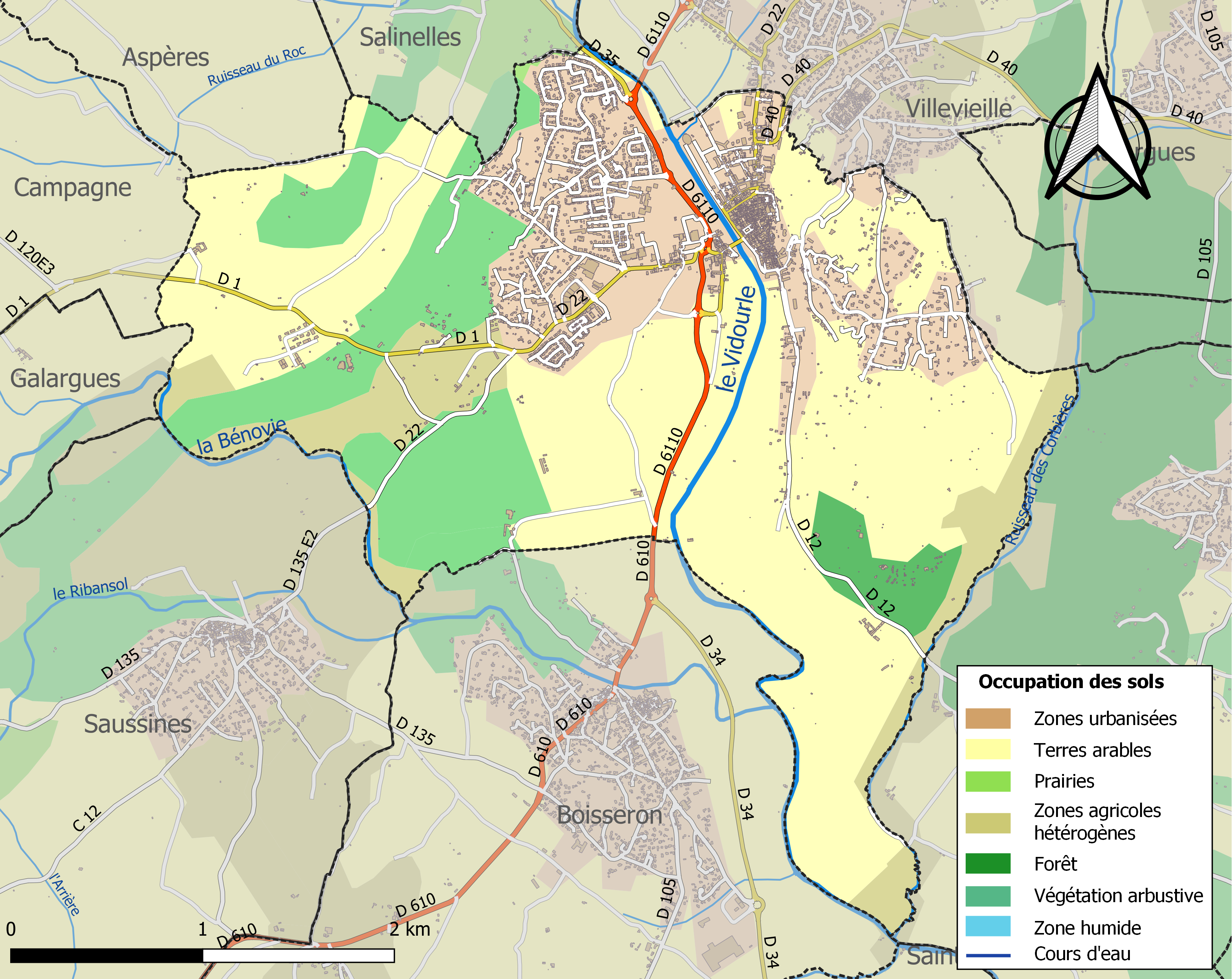
Kaart van de gemeente met belangrijkste infrastructuur, bodemgebruik en omliggende gemeenten

## Demografie
Onderstaande figuur toont het verloop van het inwonertal (bron: INSEE-tellingen).

## Overleden
- Lawrence Durrell (1912-1990), Brits dichter, romanschrijver, toneelschrijver en reisschrijver